# Kashmiri
Kashmiri (auch Kaschmiri, कॉशुर / کٲشُر kŏśur) ist eine Sprache aus der Gruppe der dardischen Sprachen innerhalb des indoarischen Zweigs der indoiranischen Untergruppe der indogermanischen Sprachfamilie.
Es nimmt wie die dardischen Sprachen insgesamt eine Mittelstellung zwischen den indoarischen und iranischen Sprachen ein und wird trotz vieler Zweifel an seiner Positionierung als indoarische Sprache behandelt, weil es bis zum 13. Jahrhundert eng mit der indischen Kultur verbunden war.

## Verbreitung
Das Kashmiri wird vor allem im Kaschmirtal im von Indien kontrollierten Teil Kaschmirs gesprochen. Nach der Volkszählung 2011 gibt es in Indien 6,8 Millionen muttersprachliche Sprecher des Kashmiri. Das Kashmiri ist auf überregionaler Ebene als eine von 22 Verfassungssprachen Indiens anerkannt und dient als Amtssprache im Unionsterritorium Jammu und Kashmir. In Pakistan leben laut der dortigen Volkszählung 2017 rund 350.000 Kashmiri-Sprecher.
Das Kashmiri wird sowohl in einer angepassten arabischen Schrift als auch in Devanagari geschrieben. Früher wurde es in einer eigenen Schrift, Sharada, geschrieben.